# 4 Batalion Sanitarny
4 Batalion Sanitarny (4 bsan.) - pododdział służby zdrowia Wojska Polskiego.

## Historia batalionu
4 Batalion Sanitarny został sformowany 5 sierpnia 1922 roku, w garnizonie Łódź (Okręg Korpusu Nr IV), w koszarach przy ulicy 11 Listopada, na bazie zlikwidowanej Kadry Kompanii Zapasowej Sanitarnej Nr IV. Pododdział był okręgową instytucją służby zdrowia podległą bezpośrednio szefowi sanitarnemu Dowództwa Okręgu Korpusu Nr IV oraz jednostką ewidencyjną dla wszystkich oficerów i szeregowych pełniących służbę w formacjach sanitarnych i liniowych OK IV, w tym w 4 Szpitalu Okręgowym w Łodzi oraz w szpitalach rejonowych w Częstochowie, Piotrkowie i Skierniewicach. Ponadto batalion wypełniał funkcje szkoleniowe oraz mobilizacyjne.
W czerwcu 1926 roku jednostka została skadrowana i przemianowana na Kadrę 4 Batalionu Sanitarnego. W 1928 roku w Kadrze 4 bsan. służbę pełniło tylko dwóch oficerów administracyjnych, działu sanitarnego: kpt. Michał Dzikiewicz (komendant) i por. Leon Okulicz (oficer ewidencji materiałowej).
Z dniem 1 lipca 1931 roku minister spraw wojskowych wcielił Kadrę 4 Batalionu Sanitarnego, bez zmiany nazwy i zadań, do 4 Szpitala Okręgowego w Łodzi i jednocześnie zwiększył skład osobowy szpitala o skład osobowy kadry. 

## Organizacja batalionu
W skład batalionu wchodziła:
- drużyna dowódcy batalionu,
- trzy kompanie sanitarne,
- kadra batalionu zapasowego,
- warsztat sanitarno-techniczny.

Każda z kompanii sanitarnych składała się z drużyny dowódcy i czterech plutonów. Pluton liczył dwie drużyny po dwie sekcje sanitarne. Dwa plutony z każdej kompanii były wydzielone do służby w szpitalu okręgowym i w szpitalach rejonowych. Szpital okręgowy dysponował trzema plutonami, a każdy z trzech szpitali rejonowych – jednym plutonem obsługi sanitarnej.

## Żołnierze batalionu
Dowódcy batalionu i komendanci kadry
- ppłk lek. Stefan Rajmund Wojciech Miłodrowski (1922 – VI 1926 → referent san.-tech. 4 Szefostwa Sanitarnego[7])
- kpt. san. Michał Dzikiewicz (VI 1926[2] – XI 1928 → referent rachunkowo-budżetowy 4 Szefostwa Sanitarnego[8])
- kpt. / mjr Józef Wetula (XI 1928[8] – III 1931 → kwatermistrz  Wojskowego Sanatorium w Zakopanem[9])
- por. plek. Marian II Grodzki (p.o. III[9] – VII 1931 → lekarz Kadry Zapasowej 4 Szpitala Okręgowego[10])